# Annuel de l'Automobile
 (novembre 2015).
L'Annuel de l'automobile est un livre publié annuellement au Québec depuis 2002. Le livre renseigne ses lecteurs sur les avantages et inconvénients de différentes marques d'automobiles.

## Description
L'Annuel de l'automobile ressemble au Guide de l'auto, jusqu'à dire que seuls le titre et les journalistes sont différents[réf. nécessaire].

## Liste des Annuel de l'Automobile
- L’Annuel de L’Automobile 2002, rédigé par Amyot Bachant, Benoit Charette, Michel Crépault, Éric Descarries, Luc Gagné, Gabriel Gélinas, Phillipe Laguë et Alain Mckenna en 2001
- L’Annuel de L’Automobile 2003, rédigé par Amyot Bachant, Benoit Charette, Michel Crépault, Éric Descarries, Nadine Fillion, Luc Gagné, Gabriel Gélinas, Phillipe Laguë et Hugues Gonnot en 2002
- L’Annuel de L’Automobile 2004, rédigé par Amyot Bachant, Benoit Charette, Michel Crépault, Éric Descarries, Nadine Fillion, Luc Gagné, Gabriel Gélinas, Phillipe Laguë et Hugues Gonnot en 2003
- L’Annuel de L’Automobile 2005, rédigé par Amyot Bachant, Pascal Boissé, Benoit Charette, Michel Crépault, Nadine Fillion, Luc Gagné, Hugues Gonnot et Phillipe Laguë en 2004
- L’Annuel de L’Automobile 2006, rédigé par Amyot Bachant, Pascal Boissé, Benoit Charette, Michel Crépault, Nadine Fillion, Luc Gagné, Hugues Gonnot, Antoine Joubert et Phillipe Laguë en 2005
- L’Annuel de L’Automobile 2007, rédigé par Pascal Boissé, Jean-Pierre Bouchart, Benoit Charette, Michel Crépault, Nadine Fillion, Luc Gagné, Bertrand Godin, Hugues Gonnot, Antoine Joubert et Carl Nadeau en 2006
- L’Annuel de L’Automobile 2008, rédigé par Benoit Charette, Michel Crépault, et leurs collaborateurs en 2007
- L’Annuel de L’Automobile 2009, rédigé par Benoit Charette, Phillipe Laguë, Carl Nadeau et leurs collaborateurs en 2008
- L’Annuel de L’Automobile 2010, rédigé par Benoit Charette, Phillipe Laguë et toute l'équipe en 2009
- L’Annuel de L’Automobile 2011, 2012 et 2012.5, rédigés par Benoit Charette, Phillipe Laguë, Michel Crépault et toute l'équipe
- L’Annuel de L’Automobile 2013, rédigé par Benoit Charette, Phillipe Laguë, Michel Crépault, Antoine Joubert et toute l'équipe en 2012
- L’Annuel de L’Automobile 2014, rédigés par Benoit Charette, Pierre Michaud, Antoine Joubert et toute l'équipe
- L’Annuel de L’Automobile 2015, rédigé par Éric Lefrançois, Benoit Charette, Pierre Michaud, Antoine Joubert et toute l'équipe en 2014
- L’Annuel de L’Automobile 2016, rédigé par Benoit Charette, Éric Lefrançois, Pierre Michaud, Antoine Joubert et toute l'équipe en 2015